# Band FM Rio de Janeiro
Band FM Rio de Janeiro é uma emissora de rádio brasileira sediada na cidade de Rio de Janeiro, RJ. Opera no dial FM, na frequência 91,1 MHz, e é uma emissora própria da Band FM. Seus estúdios estão localizados na sede do Grupo Bandeirantes de Comunicação, em Botafogo, e seus transmissores estão no Morro do Sumaré, no Rio Comprido.

## História
Foi fundada em 1 de setembro de 1932, como Rádio Guanabara, e tinha programação em sua maioria musical. Passaram pela Rádio Guanabara grandes cantores, muitos dos quais iniciaram sua carreira na rádio ainda quando seus estúdios ficavam na Rua Primeiro de Março, no centro do Rio de Janeiro. Entre eles, estão Elizete Cardoso, Ângela Maria, Miltinho, Moreira da Silva e muitos outros.
No ano de 1945, um jovem camelô chamado Senor Abravanel participou de um teste na emissora para locutor, obtendo o primeiro lugar, desbancando nomes que se consagraram mais tarde, como Chico Anysio e José Vasconcellos. Pouco depois, ele adotou o nome artístico Silvio Santos.
Em 1974, a emissora foi vendida para o Grupo Bandeirantes de Comunicação, que tinha interesse apenas na concessão que a mesma detinha do canal 7 no Rio de Janeiro e não tinha vínculo nenhum com a direção da Rádio Bandeirantes em São Paulo, exceto pela retransmissão do Jornal Primeira Hora. Em 1º de setembro de 1982, nomes de peso foram contratados, como Haroldo de Andrade, Paulo Lopes e Carlos Bianchini, iniciando uma nova fase da rádio.
Por vários anos, a emissora teve programação esportiva, tendo em sua equipe nomes como Doalcey Camargo, Geraldo Borges, Edílson Silva, Ronaldo Castro, Deni Menezes, Washington Rodrigues, Vinicius Gama e Wellington Campos.
No ano de 2005, a emissora praticamente extinguiu o setor de jornalismo e demitiu alguns poucos profissionais que mantinha sob contrato. Em 10 de novembro do mesmo ano, no final da edição do Jornal Gente, o jornalista José Paulo de Andrade (in memoriam) anuncia que a Rádio Guanabara passaria a se chamar Rádio Bandeirantes e retransmitiria a rede, o que de fato aconteceu no dia 1 de janeiro de 2006.
Em 22 de setembro de 2020, a Anatel publicou uma consulta pública para alterar a frequência de transmissão de AM 1360 para AM 860, canal que era utilizado pela CBN até ser desativado em 2018. Em 1 de outubro de 2021, a rádio iniciou transmissões de teste na frequência AM 860.
No dia 19 de maio de 2023, a emissora interrompeu suas transmissões no AM, como parte da preparação para migrar na faixa de FM ainda este ano, pela frequência de 84,9 MHz, no dial estendido. Em 13 de julho de 2023, a Rádio Bandeirantes iníciou operação na frequência 84,9 eFM no Rio de Janeiro.

### Antecedentes
A Mood FM foi um projeto dos empresários Rafael Liporace e Romulo Groisman. No dia 1 de agosto a 104.5 MHz, até então identificada como Comunicadora FM que entrou no ar após à saída da Fanática FM em março, passou a veicular músicas do segmento Pop, e dando a expectativa de surgir uma emissora local no dial Carioca.
Em 20 de fevereiro de 2021, a rádio deixou a frequência 104.5 FM sem nenhum aviso prévio, sendo substituída por uma futura rádio sem nome fantasia, que futuramente seria nomeada como Positividade FM. Com a saída a emissora seguiu em formato de web rádio.
Em 24 de fevereiro de 2021, foi anunciado o retorno da Mood FM ao dial carioca, a emissora vai ocupar a frequência 91.1 FM (outorgada em Petrópolis), que até então transmitia a Rádio Mania. O retorno aconteceu em 12 de março, além disso a emissora estreou uma parceria com a Band Rio para a exibição de um programa diário, que foi o Mood TV, exibido sempre a tarde, de segunda a sexta, com Louise Heine. O programa saiu do ar em fevereiro de 2023, sendo substituído por uma faixa com programas do canal Sabor & Arte.
No dia 9 de maio de 2024 foi anunciado que a Mood FM iria encerrar as atividades no dia 31 de maio, devolvendo a frequência ao Grupo Bandeirantes, invertendo a outorga com a 84,9 FM. Em seu lugar e na mesma frequência estreará em 20 de janeiro de 2025 a Band FM Rio de Janeiro.